# 49É busz (Budapest)
A budapesti 49É jelzésű éjszakai autóbusz a Moszkva tér és az Etele tér, Kelenföldi pályaudvar között közlekedett. A vonalat a Budapesti Közlekedési Rt. üzemeltette.

## Története
1996. április 1-jén 49É jelzéssel új éjszakai buszjárat indult a megszűnő 49É villamosok pótlására a Moszkva tér és a Kelenföldi pályaudvar között. 2005. szeptember 1-jén megszűnt, helyette a 907-es és a 960-as buszok közlekednek.

## Útvonala
| Etele tér, Kelenföldi pályaudvar felé | Moszkva tér felé |
| --- | --- |
| Moszkva tér vá. – Krisztina körút – Attila út – Dózsa György tér – Krisztina körút – Döbrentei tér – Szent Gellért rakpart – Szent Gellért tér – Bartók Béla út – Tétényi út – Etele út – Etele tér, Kelenföldi pályaudvar vá. | Etele tér, Kelenföldi pályaudvar vá. – Etele út – Tétényi út – Bartók Béla út – Szent Gellért tér – Szent Gellért rakpart – Döbrentei tér – Attila út – Krisztina körút – Moszkva tér vá. |

## Megállóhelyei
| 0  | Moszkva tér végállomás                      | 21 | 6É, 956                |
| 1  | Moszkva tér                                 | ∫  | 6É, 956                |
| 2  | Moszkva tér (Csaba utca)                    | ∫  |                        |
| 2  | Attila út (↓) Vérmező út (↑)                | 19 |                        |
| 3  | Korlát utca                                 | 18 |                        |
| 4  | Mikó utca                                   | ∫  |                        |
| 5  | Alagút utca                                 | 17 |                        |
| 6  | Dózsa György tér                            | 16 |                        |
| 7  | Döbrentei tér (↓) Szarvas tér (↑)           | 15 | 78É                    |
| 8  | Rudas gyógyfürdő                            | 14 |                        |
| 10 | Szent Gellért tér                           | 12 |                        |
| 15 | Móricz Zsigmond körtér                      | 11 | 3É, 6É, 40É, 72É, 153É |
| 16 | Kosztolányi Dezső tér                       | 7  | 72É                    |
| 17 | Tétényi út (↓) Hamzsabégi út (↑)            | 5  |                        |
| 18 | Szent Imre Kórház                           | 4  |                        |
| 19 | Tétényi út 39. (↓) Tétényi út 30. (↑)       | 3  |                        |
| 20 | Kelenföld, városközpont                     | 2  |                        |
| 21 | Bártfai utca                                | 1  |                        |
| 22 | Etele tér, Kelenföldi pályaudvar végállomás | 0  |                        |